# Ponętów Dolny
Ponętów Dolny – wieś w Polsce położona w województwie wielkopolskim, w powiecie kolskim, w gminie Grzegorzew.
W latach 1975–1998 miejscowość administracyjnie należała do województwa konińskiego.
Zobacz też: Ponętów Górny